# Juan Mauricio de Nassau

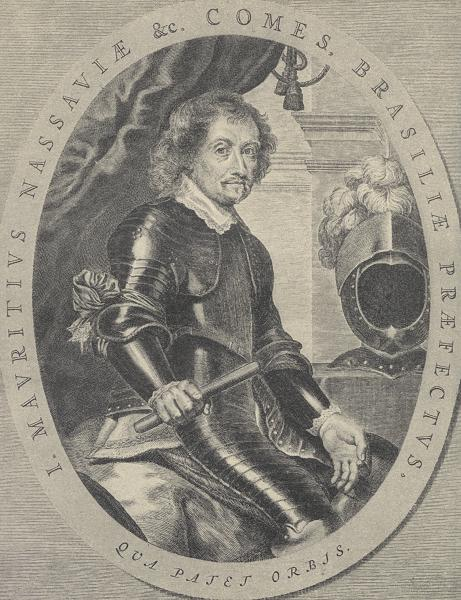
Juan Mauricio de Nassau.

Juan Mauricio de Nassau-Siegen, llamado El Brasileño, (Dillenburg, 17 de junio de 1604-Berg und Tal, 20 de diciembre de 1679) fue conde y (desde 1674) príncipe de Nassau-Siegen.
Hijo de Juan VII de Nassau-Siegen y nieto de Juan VI de Nassau; sobrino-nieto de Guillermo de Orange.
Juan Mauricio se unió al ejército holandés en 1621 durante la guerra de los Ochenta Años. Se distinguió en las campañas de su primo el estatúder Federico Enrique de Orange-Nassau. En 1626 fue nombrado capitán. En 1629 participó en el asedio y toma de Bolduque. En 1636 conquistó la fortaleza de Schenkenschans.

## Gobernador en Brasil
Por recomendación de Federico Enrique, en 1637 fue designado gobernador de las posesiones Neerlandesas en Brasil por la Compañía Neerlandesa de las Indias Occidentales. En enero de ese año llegó a Recife, puerto de Pernambuco bajo control holandés.

Mapa de América del Sur alrededor de 1650. Se muestran, en rosado las posesiones españolas, en verde las portuguesas y en amarillo las holandesas.

En una serie de campañas exitosas, extendió las posesiones Neerlandesas desde Sergipe en el sur a São Luís de Maranhao en el norte. Con la colaboración del arquitecto Pieter Post de Haarlem transformó Recife, construyendo una nueva ciudad llamada Mauritsstad en su honor. También conquistó las posesiones portuguesas de San Jorge de Elmina, Santo Tomé y Luanda en la costa occidental de África.
Estableció en la ciudad un consejo formado por católicos, protestantes y judíos. Además de esta tolerancia religiosa, impulsó el desarrollo de Recife e implantó un proyecto de vivienda social. Sus ambiciosos planes y el alto coste económico que conllevaban alarmó a los dirigentes de la Compañía Neerlandesa de las Indias Occidentales, pero Juan Mauricio rehusó retener su puesto a menos que tuviera las manos libres, y así, volvió a Europa en julio de 1644.

## Regreso a Europa
Poco después fue señalado por Federico Enrique para el mando de la caballería del ejército holandés, y tomó parte en las campañas de 1645 y 1646. Tras la firma de la Paz de Münster que puso fin a la guerra de los Ochenta Años, aceptó de manos del príncipe elector de Brandeburgo el puesto de gobernador de Cléveris, Mark y Ravensberg, y más tarde también de Minden. Su gestión en Renania fue tan eficaz como lo había sido en Brasil, demostrando sus dotes como gobernante.
A finales de 1652 fue nombrado Gran maestre de la Orden de San Juan del Bailiazgo de Brandeburgo y príncipe del imperio. En 1664 volvió a Holanda; cuando el obispo de Münster Bernhard von Galen atacó Holanda, provocando el comienzo de la segunda guerra anglo-holandesa, Juan Mauricio fue nombrado comandante en jefe de las fuerzas terrestres Neerlandesas. A pesar de las restricciones impuestas por los Estados Generales, Juan Mauricio repelió la invasión, y el obispo fue forzado a negociar la paz. En 1673 el estatúder Guillermo III de Orange le encargó el mando de las fuerzas en Frisia y Groninga y la defensa de la frontera oriental de las Provincias Unidas.
En 1675 se retiró del servicio militar y pasó los últimos años de su vida en Cléveris, donde murió en 1679.
- Datos: Q321492
- Multimedia: John Maurice, Prince of Nassau-Siegen / Q321492